# 崂山抗日游击队
崂山抗日游击队是中国抗日战争初期，中国共产党在青岛市市郊崂山组建的一支游击队，1937年11月成立，1938年1月转移至诸城，为中国共产党在青岛的第一支抗日武装力量。

## 历史

### 崂山抗日游击战的前期准备
1937年七七事变后，以山东大学为中心的中华民族解放先锋队青岛地方队部在宣传抗日的同时，开始为游击战争做准备。七七事变后不久，青岛市政府在市郊李村中学组织救护训练班，民先队员以此为掩护，向郊区失业工人、农民宣传抗日，以便日后开展游击战。9月，东北军五十一军（于学忠部）进驻青岛。同月，中共青岛特别支部经中共东北军工委批准成立，李欣任书记，陈振麓任组织委员，王艺（王良）任宣传委员。中共青岛特支根据中共中央在洛川会议的决定，及中共中央北方局“脱下长衫到游击队去”的号召，确定以动员各界群众，组织抗日游击队，准备在日本占领青岛后开展游击战争为中心任务。
中共青岛特支建立后，发展民先队员为党员，并与高嵩、王景瑞、王焕章、李西山等此前因被捕入狱失去联系的党员取得联系。经王景瑞、王焕章、李西山等来自崂山一带村镇的党员建议，青岛特支决定将活动中心由市区转向农村，实行知识分子和工农相结合，建立抗日游击队。陈振麓、王艺等山大学生与王景瑞等人赴毕家村开展工作，得到了李西山之父，埠落小学校长李崇汉的支持，遂以埠落小学为中心，设立中共毕家村支部，向毕家村、兰家庄（今属崂山区北宅街道）等周边村镇村民宣传抗日、教练武术、讲授游击战术。

### 游击队的建立与发展
1937年11月，经中共东北军工委决定，部分山大民先队员由李欣及五十一军工委书记伍志钢、东北大学党员邹鲁风带领，赴高密动员高密县第五区区长、地方士绅蔡晋康一同抗日。此后，因中共青岛党组织发展壮大，遂撤销中共青岛特支，改设中共青岛市委，陈振麓任书记，王景瑞任组织部长，李西山任宣传部长，王焕章任职工运动部长，李明海任武装部长，王艺任秘书，市委机关设于埠落小学。中共青岛市委设立后，即加紧建立崂山抗日游击队。
中共青岛市委原计划在崂山建立规模较大的抗日游击队，分为四到五个中队：第一中队在浮山后、沙子口、登瀛等沿海地带及接近市区的李村；第二中队在桃林、北疃、大北曲一带（今属城阳区城阳街道）；第三中队在沧口附近的十梅庵、娄山后、大枣园一带（今属李沧区）；第四中队在毕家村、兰家庄一带。最终仅有第四中队得以建立，其他中队虽有基础，但未及建立，游击队便离开崂山。
11月底，崂山抗日游击队第四中队成立。游击队由当地村民和山东大学学生等共六、七十人组成，均为民先队员，部分为中共党员。陈振麓任中队长，宋中堂任副中队长，王儒林任指导员，高嵩负责游击战术教练。游击队最初武器极为匮乏，仅有1支手枪、1支三八式步枪、1支“鸡捣食”土枪、1把日本指挥刀，及少量大刀、手榴弹、地雷，此外还有一批药品和医疗器械。
全面抗战爆发后，一些國民革命軍地方势力在崂山地区组织杂牌武装，趁机扩充势力。驻惜福镇的國軍孙殿斌部枪多人少，便与中共崂山抗日游击队联络合作，以期吞并后者。中共青岛市委经研究决定同意合作，但要求保持独立自主，不与孙殿斌部合编。孙部同意条件后，陈振麓、王焕章、李明海于1937年12月率四中队部分队员和十梅庵等村的部分人员赴惜福镇，王景瑞、李西山与其他队员留守毕家村以防不测。
陈振麓等到达惜福镇后，孙殿斌拒绝分发枪支，并要求合编，双方几番交涉无效后，孙部将陈振麓等围困在惜福镇。王景瑞得知，一面派人秘密联络惜福镇被困队员，一面派人携带伪装成装满武器状的麻袋赶赴惜福镇，以恐吓孙部，几经斗争，孙殿斌部下只得陆续发给游击队员十余条破枪和一些手榴弹。不久后，即墨县常备队准备攻打惜福镇，陈振麓等人与孙殿斌部行军时趁机脱离，驻扎在沙沟小学，孙殿斌部在桃林被即墨县常备队击溃。期间，王焕章、宋中堂外出联络队员时遭即墨县常备队逮捕，押往即墨县城，后经营救被释放；队员于良坤接应部队时遭遇国军受伤；沙沟村地主李代华因此前被收缴枪支而记恨游击队，遂抢走游击队的药品，并带领地主武装数人袭击王景瑞与队员肖维成，导致肖维成重伤不治。
游击队返回毕家村后，沙沟村地主派人联络表示愿意赔礼道歉并赔偿1200块银元，青岛市委经会议决定谢绝赔偿，但要求其交出凶手。而地主拒绝交人，李代华遂贿赂即墨县常备队，请其攻打毕家村。数日后，即墨县常备队以迫击炮将埠落小学轰塌，而游击队上山躲避无人伤亡。

### 转移
1937年12月，日军占领济南，并沿胶济铁路东进，青岛市市长沈鸿烈率市政府及海军陆战队撤出青岛。1938年1月10日，日本海军占领青岛。中共东北军工委决定青岛市委立即转移至诸城，与中共高密游击队工委会合，并要求放弃武器，化装成平民分批转移。游击队遵照指示就地藏匿武器，分三批历经数日，于1月底到达诸城。中共青岛市委与中共高密游击队工委合并为中共鲁东南工委，并组成高密游击队第四中队。
同年2月，因蔡晋康部制造事端排挤中共党员，鲁东南工委共108人被迫转移至徐州，与中共中央长江局取得联系，并经其指示，由伍志钢、李欣率领80余人加入中共特别党员万毅指挥的东北军第五十七军112师672团，由邹鲁风率领其余20余人赴山东省政府（时任省主席沈鸿烈）做宣传、统战工作。